# Riccardo Staglianò
Riccardo Staglianò (Viareggio, 29 giugno 1968) è uno scrittore e giornalista italiano, corrispondente per il quotidiano La Repubblica.

## Biografia
Dopo essersi diplomato al liceo scientifico "Barsanti e Matteucci" di Viareggio, Riccardo Staglianò si iscrive alla facoltà di giurisprudenza dell'Università di Pisa. Dopo una esperienza in Francia grazie a Erasmus dove si avvicina da lettore al grande giornalismo d'oltralpe, decide di iscriversi alla scuola di giornalismo Walter Tobagi di Milano dove si occupa di tematiche legate al web, all'epoca ancora agli albori. Inizia la professione giornalistica in qualità di corrispondente da New York per il mensile Reset, collaborando successivamente al Corriere della Sera in tema di nuove tecnologie. Poi passa a La Repubblica.
Dalla seconda metà degli anni 2000, ha tenuto la docenza dei corsi di Nuovi media e Giornalismo online all'Università di Roma Tre.
Nell’ottobre 2011 è stato curatore di TEDxReggioEmilia, fra i primi a portare  in Italia le TED Conference.
Oggi scrive inchieste e reportage dall’Italia e dall’estero per il Venerdì.
È autore del libro Bill Gates. Una biografia non autorizzata  (Feltrinelli, 2000), e de L’impero dei falsi (Laterza, 2006).

Con Mattia Feltri e Benedetta Parodi, è risultato tra i vincitori del Premio Ischia di giornalismo nella sezione giovani per l'anno 2001.

## Opere
- Bill Gates. Una biografia non autorizzata, Feltrinelli, 2000.
- Giornalismo 2.0: fare informazione al tempo di Internet, Roma, Carocci, 2002.
- Grazie. Ecco perché senza gli immigrati saremmo perduti (fuori catalogo), Chiarelettere, Marzo 2010.
- L'impero dei falsi, collana I Robinson, Laterza, 2006.[6]
- Toglietevelo dalla testa: Cellulari, tumori e tutto quello che le lobby non dicono, Chiarelettere, 26 Gennaio 2012. ISBN 978-886190-228-2
- Occupy Wall Street: Il reportage dentro la protesta, Chiarelettere, 1º Marzo 2012.
- Lavoretti.  Così la “sharing economy” ci rende tutti più poveri., Giulio Einaudi Editore, 2018.[7].
- L'affittacamere del mondo. AirBnB è la nostra salvezza o la rovina delle nostre città?, Passaggi Einaudi, 2020.
- Gigacapitalisti, Torino, Einaudi, 2022, ISBN 9788806254094.
- Hanno vinto i ricchi, Torino, Einaudi, 2024, ISBN 9788806264208.